# Orthomecyna albicaudata
Orthomecyna albicaudata là một loài bướm đêm thuộc họ Crambidae. Nó là loài đặc hữu của Lanai.